# Nazionale femminile di pallavolo d'Israele
La nazionale femminile di pallavolo d'Israele è una squadra europea composta dalle migliori giocatrici di pallavolo d'Israele ed è posta sotto l'egida della Federazione pallavolistica d'Israele.

## Rosa
Segue la rosa delle giocatrici convocate per l'European League 2013.
| N° | Nome                  | Ruolo | Data di nascita   | Squadra          |
| -- | --------------------- | ----- | ----------------- | ---------------- |
| 1  | Darya Likachenkova    | C     | 30 maggio 1992    | -                |
| 3  | Anna Velikiy          | S     | 10 dicembre 1982  | Prostějov        |
| 4  | Anita Glück           | C     | 10 novembre 1993  | -                |
| 6  | Shany Peham           | P     | 3 marzo 1993      | Hapoël Kfar Saba |
| 9  | Adva Zinober          | L     | 5 novembre 1982   | -                |
| 10 | Moran Zur             | S/O   | 28 settembre 1985 | Hapoël Kfar Saba |
| 11 | Elvira Kolnogorov     | S     | 23 luglio 1992    | -                |
| 14 | Ron Ponte             | P     | 14 luglio 1988    | -                |
| 15 | Gisela Rodriguez      | P     | 2 febbraio 1985   | -                |
| 16 | Tatiana Artmenko      | S     | 2 settembre 1976  | Lokomotiv Baku   |
| 17 | Anastasiya Shebotarov | L     | 28 ottobre 1992   | -                |
| 20 | Karen Glück           | S/O   | 10 novembre 1993  | -                |

## Risultati

### Competizioni FIVB
| 1952 | non qualificata | -            |
| 1956 | 14º posto       | Convocazioni |
| 1960 | non qualificata | -            |
| 1962 | non qualificata | -            |
| 1967 | non qualificata | -            |
| 1970 | non qualificata | -            |
| 1974 | non qualificata | -            |
| 1978 | non qualificata | -            |
| 1982 | non qualificata | -            |
| 1986 | non qualificata | -            |
| 1990 | non qualificata | -            |
| 1994 | non qualificata | -            |
| 1998 | non qualificata | -            |
| 2002 | non qualificata | -            |
| 2006 | non qualificata | -            |
| 2010 | non qualificata | -            |
| 2014 | non qualificata | -            |
| 2018 | non qualificata | -            |
| 2022 | non qualificata | -            |

### Competizioni CEV
| 1949 | non qualificata | -            |
| 1950 | non qualificata | -            |
| 1951 | non qualificata | -            |
| 1955 | non qualificata | -            |
| 1958 | non qualificata | -            |
| 1963 | non qualificata | -            |
| 1967 | 8º posto        | Convocazioni |
| 1971 | 11º posto       | Convocazioni |
| 1975 | non qualificata | -            |
| 1977 | non qualificata | -            |
| 1979 | non qualificata | -            |
| 1981 | non qualificata | -            |
| 1983 | non qualificata | -            |
| 1985 | non qualificata | -            |
| 1987 | non qualificata | -            |
| 1989 | non qualificata | -            |
| 1991 | non qualificata | -            |
| 1993 | non qualificata | -            |
| 1995 | non qualificata | -            |
| 1997 | non qualificata | -            |
| 1999 | non qualificata | -            |
| 2001 | non qualificata | -            |
| 2003 | non qualificata | -            |
| 2005 | non qualificata | -            |
| 2007 | non qualificata | -            |
| 2009 | non qualificata | -            |
| 2011 | 16º posto       | Convocazioni |
| 2013 | non qualificata | -            |
| 2015 | non qualificata | -            |
| 2017 | non qualificata | -            |
| 2019 | non qualificata | -            |
| 2021 | non qualificata | -            |
| 2023 | non qualificata | -            |

| 2009 | non qualificata | -            |
| 2010 | 4º posto        | Convocazioni |
| 2011 | 10º posto       | Convocazioni |
| 2012 | 9º posto        | Convocazioni |
| 2013 | 8º posto        | Convocazioni |
| 2014 | non qualificata | -            |
| 2015 | 3º posto        | Convocazioni |
| 2016 | non qualificata | -            |
| 2017 | non qualificata | -            |
| 2018 | non qualificata | -            |
| 2019 | non qualificata | -            |
| 2021 | non qualificata | -            |
| 2022 | non qualificata | -            |
| 2023 | non qualificata | -            |
| 2024 | non qualificata | -            |
| 2025 | non qualificata | -            |

| 2018 | 6º posto        | Convocazioni |
| 2019 | 3º posto        | Convocazioni |
| 2021 | 5º posto        | Convocazioni |
| 2022 | non qualificata | -            |
| 2023 | non qualificata | -            |
| 2024 | non qualificata | -            |
| 2025 | 4º posto        | Convocazioni |